# Wavefront .obj文件
OBJ是Wavefront科技开发的一种几何体图形文件格式。该格式最初是为动画工具Advanced Visualizer开发，现已开放，很多其它三维图形软件中都有使用。
OBJ 文件格式是表示三维几何图形的简单数据格式，包含每个顶点的位置、UV映射、法线，以及组成面（多边形）的顶点列表等数据。因为该格式中的顶点默认均以逆时针方向存储，所以无需保存面法线数据。虽然 OBJ 文件格式中的坐标没有具体的单位，但是文件中可以以注释的形式标注缩放信息。

## 材质模版库
材质模版库格式（英語：Material Template Library，MTL）是 .OBJ 的配套文件格式，也由Wavefront科技开发，可以描述若干 OBJ 格式中对象的着色（材质）属性。
.OBJ 文件会引用若干 .MTL 文件，同时引用其中材质的名字。